# Encoma inaccurata
Encoma inaccurata är en fjärilsart som beskrevs av Pro 1913. Encoma inaccurata ingår i släktet Encoma och familjen mätare. Inga underarter finns listade i Catalogue of Life.